# 俄庇斯
俄庇斯 是位於底格里斯河東岸的一座古代近东城市，它位於現今巴格达的附近。 俄庇斯的确切位置尚未确定。  俄庇斯是俄庇斯之战的戰斗地點。